# Pierre Honoré Bérard
Pour les articles homonymes, voir Bérard.
Pierre Honoré Bérard, dit Bérard aîné, né le 27 octobre 1797 à Lichtenberg (Bas-Rhin) et mort le 12 décembre 1858 à Saint-Maurice, est un médecin français, frère aîné du chirurgien Auguste Bérard.

## Biographie
Pierre Honoré Bérard fut doyen de la faculté de médecine de Paris, puis inspecteur général. Il avait commencé la publication d'un Cours de physiologie, vaste et important ouvrage que la mort l'empêcha d'achever.

## Distinctions
- Officier de la Légion d'honneur (1849)

## Œuvres
- Dissertation sur plusieurs points d'anatomie pathologique et de pathologie,  Paris : impr. Didot jeune. 1826. (Thèse de médecine de Paris, 1826 n° 23.)(Texte intégral.)

## Élèves
- Simon Noël Dupré